# Cokeville (Wyoming)
Cokeville város az USA Wyoming államában, Lincoln megyében. Lakosainak száma 502 fő (2020. április 1.).

## Népesség
A település népességének változása:

| 2010 | 535 |
| 2020 | 502 |